# Ibn Abi al-Dunya
Abdullah ibn Muhammad, conocido por su epíteto de Ibn Abi al-Dunya (AH 207 / 8-281, 823-894 CE) fue un erudito musulmán. Durante su vida, sirvió como tutor de los  califas abasíes,  al-Mu'tadid (861-902) y su hijo, al-Muktafi (878-908).
El tratado de música sobre Ibn Abi al-Dunya, Dhamm al-Malālī, 'Condena de los malāhī ', es considerado por Amnon Shiloah (1924-2014) como el primer ataque sistemático contra la música de la erudición islámica, convirtiéndose en «un modelo para todos los textos posteriores sobre el tema» . Su comprensión de malāhī, como constitutivo no solo de "instrumentos de diversión" sino también de música prohibida y solo para divertirse, fue una interpretación que «guio a todos los autores posteriores que trataron la cuestión de la legalidad de la música».

## Obras
- Maqtal al-Husayn vuelve a contar la historia de la batalla de Karbala
- Al-sabq wa al-ramī en Furusiyya marcial
- Dhamm al-malālī - Un ensayo de fuerte oposición a la música.
- Kitab al-Mandam[4]
- Sifat al-nar, analiza el fuego del infierno y los castigos a los que los incrédulos y pecadores se enfrentarán